# Humban-numena
Humban-numena (auch Menanu; der Name ist nur in assyrischen und babylonischen Inschriften belegt, in den letzteren als Umman-menanu, woraus Humban-numena erschlossen werden kann; geb. im 8. Jahrhundert v. Chr.; gest. Dezember 689 v. Chr.) war ein elamitischer König, der von 692 bis 689 v. Chr. regierte.
Die Regierungszeit des Herrschers fällt in eine Periode ständiger Auseinandersetzungen zwischen Assyrien, Babylon und Elam. Gleich zu Beginn seiner Herrschaft soll der Herrscher zahlreiche Verbündete gegen Assyrien um sich gesammelt haben, darunter die Ellipi, die wiederum hier zum ersten Mal gegen die Assyrer kämpften. Es kam im Jahr 691 v. Chr. zu einer Schlacht in der Ebene von Halule. Dieser sonst kaum bekannte Ort lag wahrscheinlich irgendwo am Tigris. Von dem Ausgang der Schlacht gibt es verschiedene Versionen. Babylonische Chroniken berichten von einem Sieg über die Assyrer. Assyrische Quellen berichten wiederum von dem Sieg des assyrischen Königs Sanherib. Da die Assyrer kurz darauf Babylon angriffen, scheint es wahrscheinlicher, dass die Assyrer aus der Schlacht als Sieger hervorgegangen sind. Im Januar des Jahres 689 soll Humban-numena einen Schlaganfall erlitten haben und konnte im Folgenden nicht mehr sprechen. Er starb im Dezember desselben Jahres (am 7. des Adar).
| Vorgänger          | Amt                        | Nachfolger       |
| ------------------ | -------------------------- | ---------------- |
| Kutir-Nahhunte IV. | König von Elam Spätes Elam | Humban-Haltaš I. |